# Joseph Lyons
Joseph Lyons, född 15 september 1879, död 7 april 1939, var en australisk politiker.
Lyons innehade från 1914 olika ministerposter i Tasmanien, där han var premiärminister 1923-28. Från 1929 var han medlem av förbundsparlamentet, och var 1930-31 finansminister i James Scullins arbetarregering. Han bröt dock i mars 1931 med Scullin och bildade United Australia Party. I spetsen för partiet vann Lyons valet i december 1931 och blev i januari 1932 premiär- och finansminister.